# Marja-Leena Tiainen
Marja-Leena Tiainen (Kuopio, 1951. október 10. –) finn írónő.

## Élete és írói pályája
Hétévesen tanult meg olvasni, és elbűvölték a könyvek, mindig olvasott, ha tehette. Gyermekkori kedvenc olvasmányai pl. Anni Swan regényei, Aaapeli Vinski-könyvei, Rauha S. Virtanen Selja-könyvei, Tarzan és más kalandregények. Tízévesen kezdte el érdekelni az írás, az iskola mellett szabadidejében ezzel foglalkozott. Tanárai dicsérték munkáit, ezért fogalmazódott meg benne a gondolat, hogy lehet író lesz.
Serdülőkorában elkezdett történeteket beküldeni a Savon Sanomi ifjúsági rovatába. Amikor továbbtanult, az írást több évre abbahagyta. Kereskedelmi főiskolát végzett. A ’80-as évek elején újból komolyan írni kezdett. Kezdetben felnőtteknek szóló műveket akart írni, de végül főleg gyermek és ifjúsági író lett belőle. Írt a SinäMinä ifjúsági lapnál, ahol novellái és folytatásos regényei jelentek meg, és ekkor fedezte fel, hogy milyen érdekes beleképzelnie magát az iskoláskorú fiatalok helyzetébe.
A Kenkä enolle című művével debütált, ami a Gummerus kiadónál jelent meg 1983-ban. Eino 67 című rádiójátéka 1986 őszén került adásba. 1987-ben jelent meg az első önálló műve, egy gyerektörténet, a Pullopoika, a Tammi kiadó által kiadott Vihreä Varis sorozatban. Később számos regénye jelenik meg ennek a sorozatnak a keretében, melyekben a kortárs finn vidéki fiatalság életéről és az őket foglalkoztató dolgokról ír.
1996-os műve, a Miikan salainen tehtävä jelölve volt Topelius-díjra. 1999-ben Tiainen meg is kapta a díjat, a Rakas Mikael című ifjúsági regényéért.
Műveiben váltakoznak a könnyedebb és a komolyabb témák; ír például sportról, emberi kapcsolatokról, a vidéki fiatalok életéről, szeretetről, menekülésről, halálról, családi problémákról, rasszizmusról. Utóbbiról őszintén és hitelesen ír a 2002-es Pikkuskini, és a 2006-ban megjelent, a következő évben Savonia-díjjal jutalmazott Alex ja pelon aika című regényeiben.
Míg ifjúsági műveinek főszereplői általában fiúk, addig felnőtteknek szóló alkotásaiban gyakran a nők vannak a középpontban. Ilyen például a Jaakobin Enkelit, ami a finn női pesäpalloról (finn baseballhoz hasonlító játék) szól, valamint Kulmakaupan naiset és Suoraa saumaa ja siksakkia című regényei, melyeknek fő témája a nők hétköznapjai és vágyai az 1960-as években.
Ma is szívesen olvas; detektívregényeket, életrajzi- és ifjúsági regényeket, finn és külföldi írók műveit egyaránt. A fantáziaregényeket és képregényeket viszont nem kedveli, inkább a valóság foglalkoztatja. Saját maga is realista stílusban ír.
Művei magyarul még nem jelentek meg, de lefordították őket svéd, dán, litván és észt nyelvre is.
Jelenleg Viinijärviben (Észak-Karjala) él családjával; férjével (Erkki), és két fiával (Tero és Ville).

## Díjai
- Anni Swan-medál, 2009 (Alex-trilógia)
- Savonia-kirjallisuuspalkinto, 2007 (Alex ja pelon aika)
- Pohjois-Karjalan taidetoimikunnan taidepalkinto, 2003
- Pertsa ja Kilu -palkinto, 2002
- Topelius-díj, 1999 (Rakas Mikael)
- Pohjois-Karjalan kirjailijayhdistys Ukri ry:n Vuoden Kynä -tunnustuspalkinto, 1989
- Lasten LukuVarkaus – jelölés, 2004 (Kireitä siimoja, Antti)
- Lasten LukuVarkaus – jelölés, 2001 (Pidä nolla, Konsta)
- Topelius-díj – jelölés, 1996 (Miikan salainen tehtävä)

## Művei

### Ifjúsági regényei
- Alex, Aisha ja toivon aika, 2008
- Alex, Aisha ja Sam, 2007
- Alex ja pelon aika, 2006
- Poistui kotoaan, 2005
- Lossikylän Lennon, 2003
- Kireitä siimoja, Antti, 2003
- Adios Arttu K., 2002
- Pikkuskini, 2002
- Arttu K. ja Julia, 2000
- Rakas Mikael, 1999
- Arttu K., 1998
- Miikan salainen tehtävä, 1996
- Tähdet sammuu ja putoo, 1994
- Montonen ja yks enkeli, 1990
- Mansikkakeikka, 1988

### A Vihreä Varis-sorozat részeként megjelent művei
- Antti ja sudet, 2004
- Antti ja salametsästäjät, 2001
- Pidä nolla, Konsta, 2000
- Jääprinsessa Sveitsissä, 1999
- Älä hellitä, jääprinsessa!, 1997
- Jääprinsessa ja jäähykuningas, 1996
- Pyry, Pilvi ja pennittömät,1993
- Annamari ja salaiset asiat, 1991
- Annamari ja metsän kätkö, 1990
- Pallo hukassa, Vatanen, 1989
- Haamuhyppy, 1989
- Väärät pois, Vatanen!, 1988
- Pullopoika, 1987

### Felnőtteknek szóló regényei
- Suoraa saumaa ja siksakkia, 2001
- Kulmakaupan naiset, 1999
- Jaakobin enkelit, 1997
- Karjala comeback, 1992